# Ngựa Hanoveria

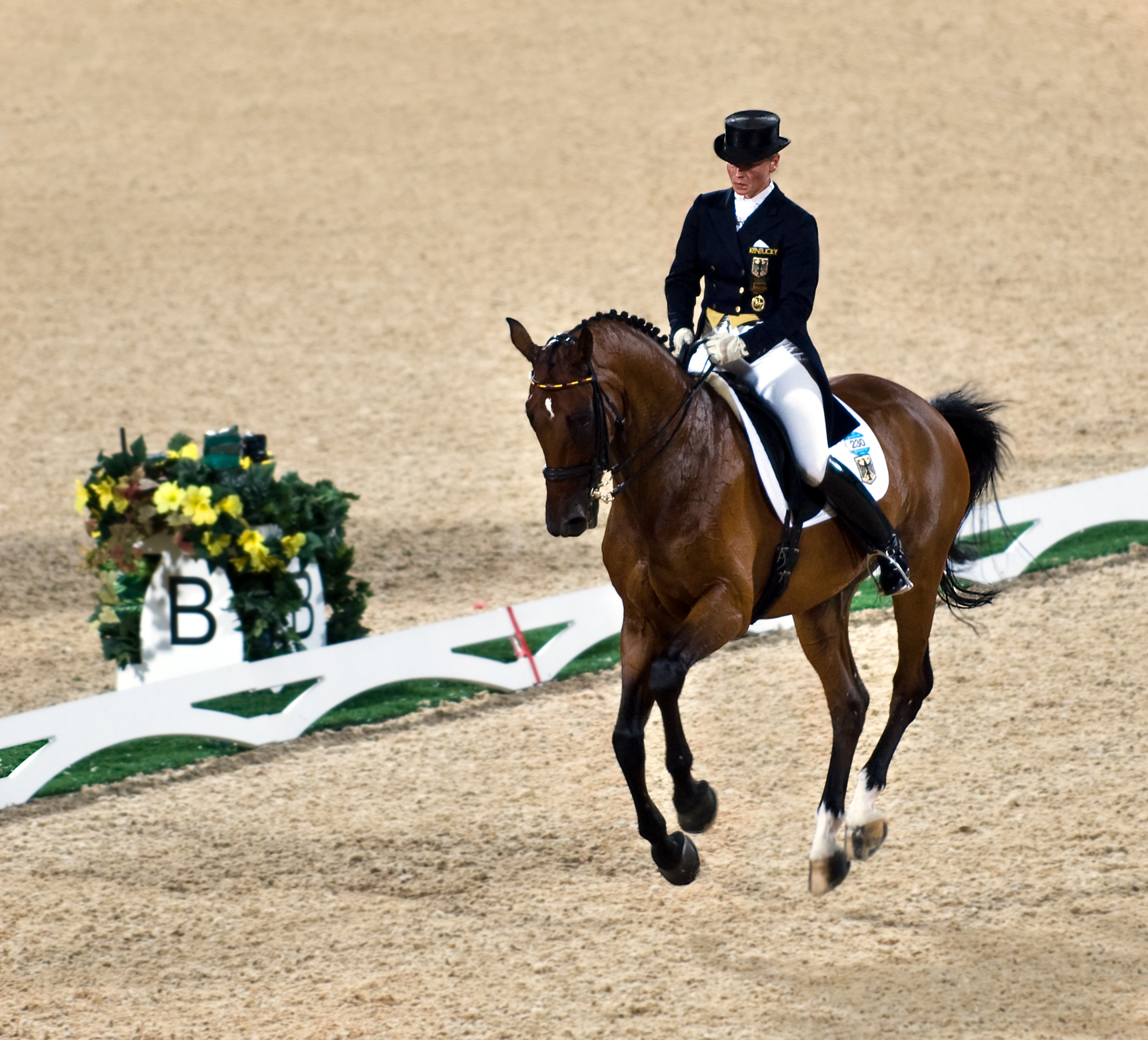
Một con ngựa Havenoria

Ngựa Hanoveria là một giống ngựa có nguồn gốc giống máu nóng ở Đức, thường được biết đến trong Thế vận hội Olympic với môn cưỡi ngựa phong cánh thi đấu cạnh tranh khác, và đã giành huy chương vàng ở cả ba cuộc thi Olympic cưỡi ngựa. Nó là một trong những giống ngựa lâu đời nhất, nhiều nhất, và thành công nhất của các dòng ngựa máu nóng. Để cải thiện khả năng chúng đã được lai với ngựa Thuần Chủng (Thoroughbred) để làm cho nó nhanh hơn và hữu ích cho các đối thủ cạnh tranh. Ngựa Hanoveria được biết đến với một tính khí tốt, khỏe như một lực sĩ, vẻ đẹp, và ân sủng.

## Lịch sử
Trong năm 1735, George II, vua nước Anh và cử tri của Hanover, thành lập các Stud Nhà nước tại Celle. Ông mua Ngựa đực giống phù hợp cho công việc của tất cả các mục đích trong nông nghiệp và khai thác, cũng như đối với chăn nuôi gắn kết kỵ binh. Những ngựa cái địa phương đã được tinh chế với ngựa Holsteiner, Thoroughbred và Cleveland Bay, ngựa Neapolitan, ngựa Andalucia, ngựa Phổ, và ngựa Mecklenburg. Đến cuối thế kỷ 18, ngựa Hanoveria đã trở thành một huấn luyện viên ngựa cao cấp.
Năm 1844, một đạo luật được thông qua, Ngựa đực giống chỉ được phép mà đã được thông qua bởi một ủy ban để được sử dụng cho mục đích sinh sản. Năm 1867, các nhà lai tạo bắt đầu thành lập một Hiệp hội nhằm mục đích sản xuất một huấn luyện viên và ngựa quân sự, với cuốn sách stud đầu tiên được xuất bản vào năm 1888. Ngựa Hanoveria đã trở thành một trong những giống ngựa phổ biến nhất ở châu Âu cho huấn luyện viên và việc quân đội.
Khi nhu cầu Hanoveria đều giảm sau Thế chiến thứ nhất, mục đích cho chăn nuôi đã trở thành một con ngựa mà có thể được sử dụng cho công việc đồng áng, nhưng vẫn có máu và dáng vẻ để được sử dụng như một cưỡi ngựa và xe ngựa. Sau Thế chiến II, có một nhu cầu ngày càng tăng cho ngựa thể thao, cũng như con ngựa cưỡ, và sự sinh sản một lần nữa được chuyển thể. Máu của dòng ngựa Thuần Chủng đã được sử dụng để tinh chỉnh các giống; thỉnh thoảng một con ngựa giống Anglo-Ả Rập hay ngựa Trakehner đã được sử dụng. Chìa khóa cho sự thành công của Hanoveria đã được sự lựa chọn khắt khe của chăn nuôi một dân số giống ngựa lớn và sự sẵn sàng của các nhà lai tạo để thích ứng với những thay đổi trong nhu cầu.
Hôm nay, hiệp hội các nhà lai tạo Hanoveria cung cấp nhiều ưu đãi cho sinh sản tốt nhất, bao gồm cả các cuộc đấu giá nổi tiếng tại Verden, và cơ hội chấm điểm rộng rãi cho Ngựa đực giống, ngựa nái và ngựa non. Ngoài ra, vài giống có như vậy có hồ sơ tốt giữ, cho phép các nhà lai tạo để theo dõi dòng máu qua nhiều thế hệ, cải thiện cơ hội của họ để tìm thấy những trận đấu ngựa-ngựa tốt nhất. Mục tiêu hiện tại của các nhà chăn nuôi hiện nay là tạo ra một dòng quý tộc, máu nóng nhiệt huyết đa năng với. Bất cứ khi nào cần thiết, máu bên ngoài được đưa vào để cải thiện con ngựa. Việc lựa chọn nghiêm ngặt đảm bảo rằng Hanoverian là con ngựa nhảy thể thao tốt.

## Đặc điểm

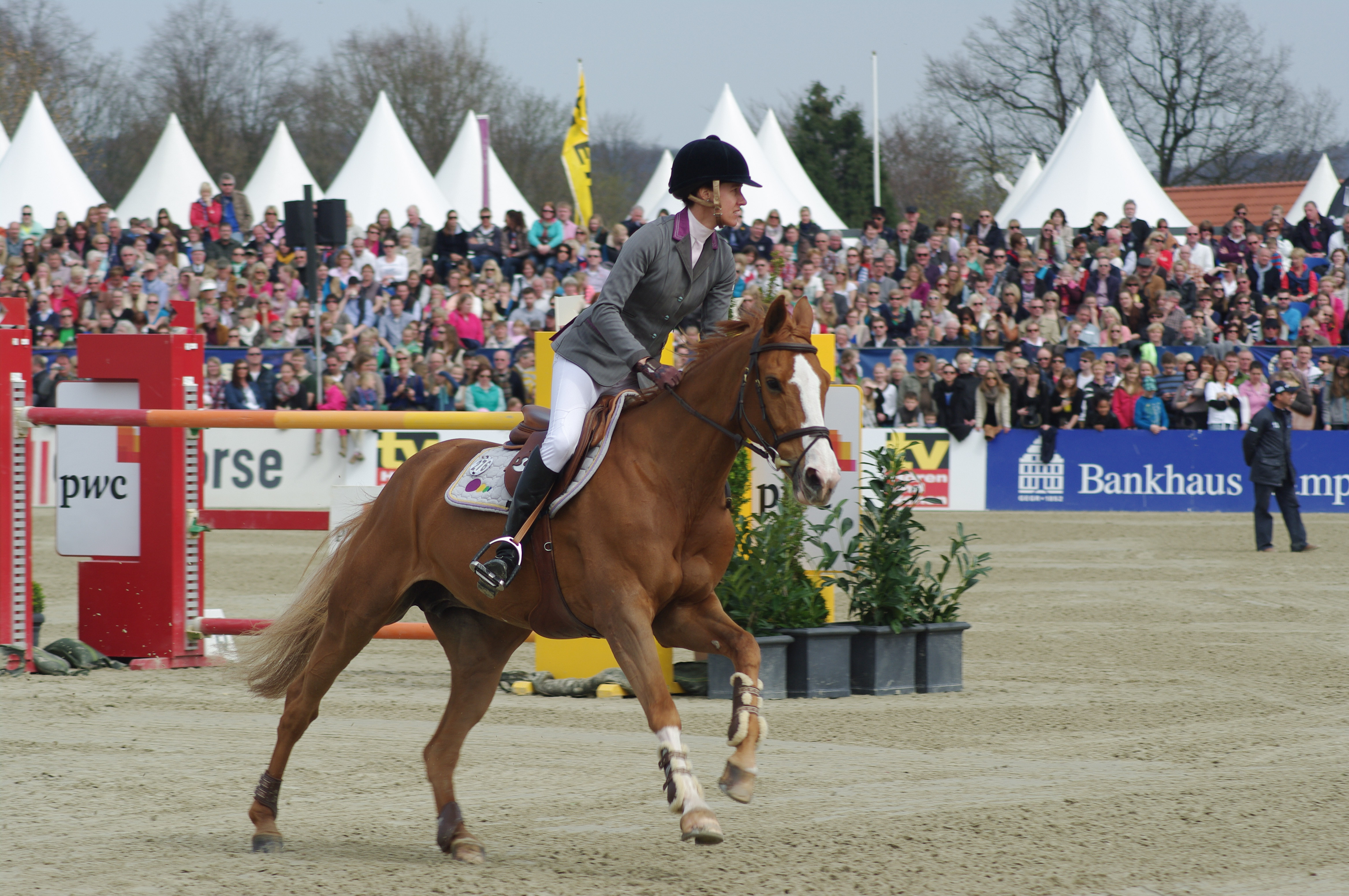
Ngựa Havenoria

Những con ngựa Hanoveria là giống thanh lịch, mạnh mẽ, và kiêu hãnh. Chúng được lai tạo để sẵn sàng và khả năng huấn luyện, và có một cái lưng mạnh mẽ, cơ thể mạnh mẽ, phong trào thể thao, những đôi chân rắn rỏi. Các màu hạt dẻ, vinh (bay), màu đen, màu xám và được tìm thấy thường xuyên nhất. Quy định cấm con ngựa có quá nhiều màu trắng, và da hoẳng, Palomino và ngựa cremello (màu kem pha) từ khi được đăng ký. Những con ngựa có thể là cao từ 63-70 inches (160–178 cm), nhưng hầu hết là trong khoảng 64-66 inches (163–168 cm). Ngựa Hanoverian thường có tính khí ổn định và vòng phong cách nhảy yêu cầu của chương trình thợ săn.
Liên đoàn Nuôi Thế giới Thể thao Ngựa (WBFSH) sử dụng kết quả từ Liên đoàn quốc tế về đua ngựa thể thao công nhận (FEI) cuộc thi để xếp hạng cá nhân và đăng ký con ngựa giống trong mỗi môn Olympic: trong các nội dung dressage, show nhảy, và eventing. Các WBFSH xuất bản các bảng xếp hạng hàng năm. Các FEI cũng là cơ quan quản quốc tế Olympic quốc tế Ủy ban công nhận cho môn thể thao cưỡi ngựa.Tại Bắc Mỹ, kiểu săn cưỡi các tính năng của show thợ săn, một ngành cạnh tranh cao. Trong khi cơ sở hạ tầng không cho phép tính chính xác và đầy đủ của WBFSH / FEI bảng xếp hạng, các Liên đoàn nhân giống ngựa Hoa Kỳ (USEF) cũng công bố bảng xếp hạng hàng năm của những con ngựa săn hàng đầu, và con đực giống đầu ngựa săn.

## Thành tích
Ngựa Hanoveria có các sách chỉ nuôi ngựa thành công nhất trong cạnh tranh quốc tế dressage theo xếp hạng của các WBFSH và FEI từ các bảng xếp hạng bắt đầu được xuất bản vào năm 2001. Những con ngựa dressage quốc tế hàng đầu Hanoveria thương hiệu bao gồm Salinero, Satchmo 78, Sunrise, Bonaparte 67, Brentina, và Wansuela Suerte. Kể từ năm 1956, Olympic Games, những con ngựa Hanoverian đã giành được 3 huy chương cá nhân vàng (Salinero hai lần, và Gigolo), 4 huy chương bạc cá nhân (Satchmo, Gigolo hai lần, và Woycek), và 4 huy chương đồng cá nhân (Bonaparte, Weyden, Mehmed, và Dux). 

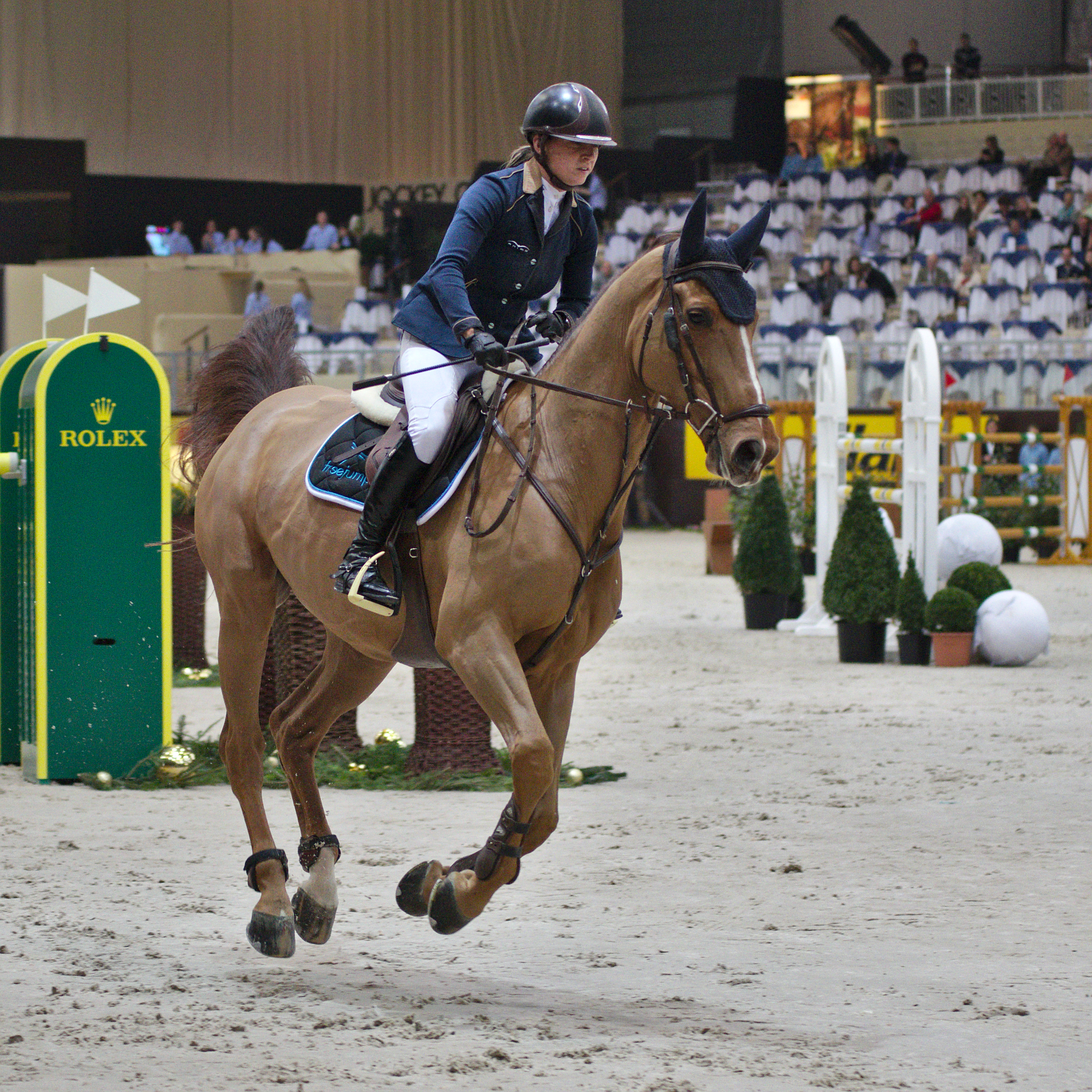
Chúng luôn đạt thành tích cao khi thi đấu quốc tế

Những con ngựa Hanoveria đã được các thành viên dành không ít hơn 7 huy chương vàng đội dressage (2008, 2004, 2000, 1996, 1992, 1976, 1968, và 1964). World Equestrian Games, được tổ chức mỗi bốn năm để phân chia các năm không đồng đều Olympic, cũng đã giành được nhiều bởi chúng. Nhà vô địch Dressage tại Equestrian Games mà mang thương hiệu Hanoveria bao gồm Mehmed (1974), Gigolo (1994, 1998), Satchmo (2006), và Salinero (2006, freestyle). Hanoverians đã được các thành viên của 8 huy chương vàng chiến thắng đội WEG kể từ năm 1966 (năm 1966, 1974, 1978, 1982, 1990, 1994, 1998, và 2006). Ở tuổi 25, những con ngựa Hanoveria có tên là Weltmeyer là xếp hạng cao của thế giới # 3 của những con đực giống của quốc tế tầm cỡ ngựa dressage, đằng sau # 2 là con Donnerhall
Ngựa Hanoveria Hội đã luôn được xếp hạng trong năm studbooks thành công nhất đầu trong cuộc cạnh tranh diễn nhảy quốc tế theo xếp hạng của các WBFSH và FEI kể từ năm 2001. Các jumper Hanoveria tốt nhất của thiên niên kỷ mới là Shutterfly, bởi Silvio, và Đối với Pleasure, bởi Furioso II. Shutterfly giành giải nhảy World Cup vào năm 2005, 2008, và 2009. Đối với Pleasure là vị trí thứ hai tại World Cup 1995, và là một thành viên đoạt hai chương Olympic đội nhảy đoạt huy chương vàng. Warwick Rex giành huy chương vàng cá nhân trong chương trình nhảy tại Olympic Montreal 1976, và Fidelitas mất bạc tại 1964 Tokyo Games. Hanoverians đã được các thành viên của 6 đội huy chương vàng Olympic trong show jumping (2000, 1996, 1992, 1988, 1964, 1960).
Năm 2008, thế giới Nuôi Liên đoàn Thể thao Ngựa (WBFSH) xếp hạng các sách chỉ nuôi ngựa thứ ba Hanoveria cho ngựa eventing, đằng sau Irish Sport Horse và ngựa Selle Français. Thoroughbreds thực sự thống trị môn thể thao này, và không đăng ký bán Thoroughbred cũng là phổ biến, nhưng là cơ quan đăng ký giống cho các Thoroughbred không khai ngựa thể thao như mục đích chăn nuôi của họ, họ không phải là thành viên của WBFSH và do đó không phải là một phần của các bảng xếp hạng. Đực giống hàng đầu của quốc tế tầm cỡ eventer là những con Hanoveria bao gồm Heraldik xx, đực giống Thoroughbred của Butts Leon và Butts Abraxxas; Amerigo Vespucci xx, Thoroughbred đực giống của Air Jordan và Nebelwerfer; Lemon xx, đực giống Thoroughbred của Lady Lemon FRH và FRH; và Sherlock Holmes xx, đực giống Thoroughbred của Schorsch và FRH

## Bệnh tật
Để được đưa vào sách chỉ nuôi ngựa, Ngựa đực giống và ngựa cái phải vượt qua thử nghiệm nghiêm ngặt. Mục đích của thử nghiệm này là để ngăn chặn con ngựa có khiếm khuyết di truyền từ việc lai các gen của chúng. Kết quả là, con ngựa với các thương hiệu Hanoveria thường có sức khỏe tuyệt vời. Các Verband Hanoveria, và Hiệp hội giống ngựa máu nóng khác, tiếp tục đẩy mạnh nghiên cứu về sức khỏe của con ngựa của họ. Ngựa đực giống Hanoveria và ngựa cái không phải là rất phổ biến. Tuy nhiên, nghiên cứu trên Ngựa đực giống Hanoveria đã góp phần giúp cho việc xác định các gen mới có ảnh hưởng đến khả năng sinh con ngựa giống.
Osteochondrosis là một bệnh ảnh hưởng đến xương và sụn trong khớp xương của con ngựa đang phát triển. Các khớp thường bị ảnh hưởng là các fetlocks vào chân chân trước và chân sau, và khuỷu chân sau và bóp nghẹt các chân sau. Tổn thương Osteochondrosis bao gồm gãy xương nhỏ, chất lỏng tích tụ, cánh tà lỏng lẻo của sụn, hoặc các mảnh sụn lỏng trong khớp. Các tổn thương cuối cùng được gọi dissecans osteochondrosis (OCD), và có thể phát triển hơn nữa vào bệnh thoái hóa khớp, chẳng hạn như osteoarthrosis. Osteochondrosis cũng có thể góp phần vào hội chứng navicular và bệnh hay do dự. Bởi vì hầu hết ngựa, đặc biệt là Hanoverian, mà thường được sử dụng cho các yêu cầu thể thao cưỡi ngựa, làm việc để kiếm sống, khó chịu phần có thể có nghĩa là kết thúc sự nghiệp của một con ngựa. Giữa 7% và 10% của những con ngựa Hanoverians có OCD ở khớp cổ chân, và giữa 12% và 24% có OCD

## Hiệp hội giống
Các sách chỉ nuôi ngựa đầu tiên - tài liệu chính thức của gia phả, giao phối, và tiếp theo con - cho những con ngựa Hanoverian được thành lập vào năm 1888 bởi Hiệp hội Nông nghiệp Hoàng gia "Hanoveria Warmblood " đã được giữ của Phòng Nông nghiệp từ năm 1899 đến năm 1922, khi. Hiệp hội của Hanoveria Warmblood Breeders được thành lập, tư nhân sở hữu của sách chỉ nuôi ngựa. Hiệp hội này thống nhất qua các câu lạc bộ 50 nhà tạo giống địa phương với tổng số hơn 10.000 thành viên. Ngày nay, xã hội này được gọi đơn giản là các Verband Hannoveraner, hoặc Hội Hanoveria. Các Verband duy trì studbooks, vấn đề hộ chiếu, và thu thập và công bố số liệu thống kê thực hiện, trong khi các thành viên về giáo dục và khuyến khích nghiên cứu vào mọi khía cạnh của chăn nuôi và giữ những con ngựa Hanoveria khỏe mạnh.
Hiệp hội Xúc tiến ngựa Hanoveria trong Equestrian Sport (Verein zur Foerderung des Reitsports auf Hannoverschen Pferden) được thành lập vào năm 1985 và hoạt động theo Verband. Mục tiêu của nó là để đoàn kết các nhà tài trợ, công ty hay không, và các tay đua tài năng với những con ngựa Hanoveria tài năng nhất. Bằng cách này, các FRH loại bỏ các trở ngại phổ biến nhất dẫn đến thành công của một con ngựa: chi phí. Ngựa hợp với tay đua của họ trong thời trang này mang các chữ cái đầu FRH như một hậu tố hoặc tiền tố, ví dụ: Gigolo FRH, FRH Butts Abraxxas, Forsyth FRH.
Sự phổ biến của ngựa Hanoveria đã mang lại một số các Hiệp hội có liên quan như ngựa Hanoveria bắt đầu tiếp cận với châu Mỹ, Australia và New Zealand trong năm 1970. Hiệp hội Hanoveria Mỹ được thành lập vào năm 1978. Một Hiệp hội duy nhất đầu tiên phục vụ Úc và New Zealand vào năm 1981; hai nước đã có những Hiệp hội riêng biệt kể từ năm 1993. [Có hai câu lạc bộ chăn nuôi Hanoveria ở Canada, ngoài các nhóm ở Vương quốc Anh, Đan Mạch, Phần Lan, Pháp, và Nga.Các Verband chịu trách nhiệm cho nhiều sự kiện và các cơ sở liên quan đến con ngựa Hanoveria, bao gồm các thủ tục lựa chọn cho đàn giống và đấu giá nổi tiếng ở Verden. Các Verband cũng sở hữu Riding và Driving School Hanoveria nơi đào tạo các tay đua, giáo viên và ngựa.